# 김해주
김해주(1995년 11월 14일 ~ )는 대한민국의 배우이다. 2015년 포스트맨의 《월급 받던 날》의 뮤직 비디오로 데뷔하였으며, 서울예술대학교 연기과를 휴학 중이다. 소속사는 웨이브온엔터이다.

## 출연작

### 예능
- 2016년 《툰드라쇼 시즌2-꽃가족》

### 뮤직 비디오
- 2015년 포스트맨 《월급 받던 날》